# Антунович, Иван
Иван Антунович (хорв. Ivan Antunović; 19 июня 1815 — 3 января 1888) — хорватский католический епископ, писатель, внёсший большой вклад в сохранение и популяризацию культуры буневцев и шокцев.

## Биография
Иван Антунович родился в деревне Кунбайя (Австро-Венгрия, современное медье Бач-Кишкун в Венгрии) в богатой хорватской дворянской семье. Закончил католическую семинарию в Калоче, в 1842 году был рукоположён в священники и служил в приходе города Бачальмаш. Поддерживал иллиризм, дружил со многими лидерами движения. В 1876 году он был возведён в епископский сан и стал титулярным епископом Босонским, служил в архиепархии Калочи. Скончался в Калоче в 1888 году.

## Общественная деятельность
Главной целью своей общественной деятельности Антунович считал поддержку народной культуры буневцев и шокцев. В 1870 году он основал и стал главным редактором газеты «Bunjevačke i šokačke novine» (Буневские и шокские новости). Позднее он основал ещё одно издание, посвящённое литературной и лингвистической тематике — Bunjevačka i šokačka vila.
Антунович разделял идеи иллиризма и югославизма, однако считал недопустимым ассимиляцию небольших балканских субэтносов, таких как буневцы и шокцы. Его вклад в сохранение культуры хорватов Бачки и Баната подчёркивается фактом, что день его рождения 19 июня признан праздником в национальном сообществе хорватов Воеводины. Антунович вёл обширную благотворительную деятельность, поддерживая из своих личных средств благотворительные и образовательные фонды, помогавшие хорватам Бачки. Лично оплачивал обучение двухсот детей из бедных буневских и шокских семей.

## Литературная деятельность
Главным трудом Антуновича был трактат «Razprava o podunavskih i potisanskih Bunjevcih i Šokcih u pogledu narodnom, vjerskom, umnom, građanskom i gospodarskom» (Обсуждение подунайских и потисских буневцев и шокцев, в аспекте национальности, религии, образа мысли, общественной жизни и экономики), изданный в 1882 году в Вене. В трактате Антунович подробно излагал программу сохранения особенностей культуры, языка, уклада жизни и фольклора буневцев и шокцев, как необходимое условие предотвращения их ассимиляции.
Среди других литературных работ выделяются роман «Odmetnik» (Загреб, 1875), прототипом главного героя которого послужил венгерский якобинец Игнац Мартинович, буневец по происхождению; а также два романа из жизни дворянства Бачки первой половины XIX века «Posljednji Gizdarev» и «Bariša Kitković»

## Память
В 1913 году ассоциация хорватских студентов в Будапеште была названа «Antunović». В честь Ивана Антуновича назван «Католический институт культуры, истории и духовности» в Суботице. Как было сказано выше, день рождения епископа Антуновича является праздником в сообществе воеводинских хорватов.